# Kleneč
Kleneč település Csehországban, a Litoměřicei járásban. Kleneč Krabčice, Račiněves, Vražkov, Roudnice nad Labem és Přestavlky településekkel határos. Lakosainak száma 580 fő (2024. január 1.).

## Népesség
A település lakosságának változását az alábbi diagram mutatja:
| Lakosok száma | 297  | 434  | 629  | 527  | 464  | 398  | 540  | 546  | 564  | 580  |
|               | 1869 | 1890 | 1921 | 1950 | 1980 | 2001 | 2017 | 2019 | 2022 | 2024 |